# Werner Rosenbaum
Werner Rosenbaum (* 23. Juli 1927 in München; † 27. Juli 2008) war ein deutscher Hockeyspieler, der zweimal an Olympischen Spielen teilnahm und eine Bronzemedaille gewann.
Werner Rosenbaum spielte für den HC Wacker München. Der Angriffsspieler debütierte 1951 in der deutschen Hockeynationalmannschaft. Bei den Olympischen Spielen 1952 schied die Mannschaft im Viertelfinale gegen die späteren Olympiazweiten aus den Niederlanden aus. Vier Jahre später gehörte neben Rosenbaum mit Eberhard Ferstl ein weiterer Wacker-Spieler zur deutschen Olympiamannschaft. Gegen Neuseeland erzielte Rosenbaum bei den Olympischen Spielen 1956 in Melbourne einen Treffer. Die deutsche Mannschaft erreichte das Halbfinale, dort unterlag das Team der indischen Mannschaft; im Spiel um Bronze gewannen die Deutschen mit 3:1 gegen die Briten.
Dafür wurden er und die deutsche Hockey-Olympiamannschaft am 21. Januar 1957 mit dem Silbernen Lorbeerblatt ausgezeichnet.
Insgesamt wirkte Werner Rosenbaum von 1951 bis 1959 in 43 Länderspielen mit.